# Bohumil Kubát
Bohumil Kubát (ur. 14 lutego 1935, zm. 12 maja 2016) – czechosłowacki zapaśnik walczący w obu stylach. Dwukrotny olimpijczyk. Brązowy medalista z Rzymu 1960 w stylu klasycznym i czwarty w Tokio 1964 w stylu wolnym. Startował w kategoriach 87–97 kg.
Czwarty na mistrzostwach świata w 1961 i piąty w 1963 i 1965 a także czwarty na mistrzostwach Europy w 1966. Sześciokrotny mistrz kraju w stylu wolnym, w latach 1958, 1959, 1963, 1965, 1966 i 1968 i ośmiokrotny w stylu klasycznym, w latach 1960, 1961, 1963, 1964, 1966, 1967, 1969 i 1972.
- Turniej w Rzymie 1960 – 87 kg

Pokonał Japończyka Kanji Shigeoka, Viktora Ahvena z Finlandii i Wilfrieda Dietricha z Niemiec, a przegrał z Iwanem Bohdanem z ZSRR.
- Turniej w Tokio 1964 – 97 kg

Wygrał z Ștefanem Stîngu z Rumunii i Ganpatem Andhalkarem z Indii, a przegrał z Lutwi Achmedowem z Bułgarii i Hamitem Kaplanem z Turcji.